# Chabówka (wzniesienie)
Chabówka (705 m) – wzniesienie w Gorcach w grzbiecie oddzielającym dolinę Porębianki od doliny Raby i jej dopływu – potoku Olszówka.
W mającym południkowy przebieg grzbiecie Potaczkowej kolejno od północy na południe wyróżnia się wzniesienia: Adamczykowa (611 m), Potaczkowa (746 m) i Chabówka (705 m), która wznosi się nad miejscowościami Olszówka i Niedźwiedź w powiecie limanowskim, województwie małopolskim. Z grzbietu północno-zachodniego pomiędzy Potaczkową a Chabówką spływa Fudrów Potok (dopływ Olszówki), z grzbietu południowo-wschodniego pomiędzy tymi wzniesieniami spływa do Porębianki potok Słona Woda. Chabówka ma 2 wierzchołki o niedużej różnicy wysokości, oddzielone płytkim siodłem. Wyższy jest wierzchołek południowy.
Chabówka to bezleśne wzgórze zajęte przez pola uprawne. Dzięki temu roztacza się z niego szeroka panorama widokowa.

## Szlak turystyczny
Rabka-Zdrój – Grzebień – Olszówka – Potaczkowa – Mszana Dolna. Długość 16 km.